# Bulbophyllum unguiculatum
Bulbophyllum unguiculatum är en orkidéart som beskrevs av Heinrich Gustav Reichenbach. Bulbophyllum unguiculatum ingår i släktet Bulbophyllum och familjen orkidéer. Inga underarter finns listade i Catalogue of Life.